# 福音小戰士
福音小戰士（日语：ぷちえゔぁ）是新世纪福音战士官方推出的跨媒体企划。主要特点是角色Q版化，因此也被称为Q版EVA。作品涵盖漫画、动画、游戏、模型、周边等多个领域。

## 内容概要
在碇源堂担任学园长的第3新东京市立NERV学园里。校长儿子・弱气学生碇真嗣、天才归国子女明日香和转学生綾波三姉妹等伙伴们快乐的学园生活。

## 登場角色
碇真嗣
NERV学園中等部2年级学生。被卷入明日香与綾波三姉妹之骚动的受害者，以及吐槽役。
惣流·明日香·蘭格雷
真嗣的文武双全幼馴染。是个偏向娇的傲嬌少女。总是向綾波三姊妹挑战、但是学业比不上「綾波」、运动赢不了「スポ根」。
綾波零三姊妹
長女 - 通称「綾波」。一转学就将Eva老大给击倒了(？)。成績優秀、但体育方面好像只是观看而已。沉默寡言，但好像喜欢真嗣？
次女 - 通称「スポ根」(运动控)。与「綾波」是双胞胎、性格刚好相反：自由奔放、精力旺盛且运动万能。明日香将视她为竞争对手、但本人却没有意识到。
三女 - 通称「小波」、4岁。不知为何跟两个姊姊一起转学到NERV学園。外表可爱、但却毒舌。会收集一些奇怪的布偶娃娃。
Eva老大
老大（番長）。沉默寡言的硬派。NERV学園守护人。周边学校敬仰的存在、树敌也多。要充電，一旦电源断掉就无法行动。喜欢偶像。
美里老师
真嗣等人的级任兼国語教师。29歳。对班里发生的纠纷、甚至作为旁观者进行煽动。身材很好，喜欢喝酒。单身。
JA子
人工智能少女。孤单、害羞。非常固执。喜欢Eva老大。
碇源堂校长
真嗣的父亲。NERV学園的校长。
渚薰
学園第一美少年。

## 漫画
福音小戰士：EVANGELION@SCHOOL
- 作画：濱元隆輔
- 月刊少年Ace上連載（連載期間：2007年7月号 - 2009年11月号）。基本上算是四格漫畫。单行本全2卷。
- 月刊Newtype、電撃HOBBYMAGAZINE、フィギュア王 亦有連載。

| 集數       | 角川書店       | 角川書店               | 台灣角川      | 台灣角川               |
| 集數       | 發售日期       | ISBN                   | 發售日期      | ISBN                   |
| ---------- | -------------- | ---------------------- | ------------- | ---------------------- |
| First之卷  | 2008年10月25日 | ISBN 978-4-04-715100-0 | 2010年3月18日 | ISBN 978-986-237-556-3 |
| Second之卷 | 2009年12月26日 | ISBN 978-4-04-715353-0 | 2010年7月31日 | ISBN 978-986-237-745-1 |

福音小战士：探险同好会
- 作画：おおぞらまき
- KEROKERO ACE上連載（2007年12月號（創刊号） - 2009年7月号）单行本全1卷。
- 2009年6月26日、ISBN 978-4-04-715262-5（角川書店）

## 动画
3DCG短篇动画于BANDAI CHANNEL公开。全24話，由两个制作组制作：三木俊一郎監督&Kanaban Graphics制作组和樱井弘明監督＆XEBEC制作组。

### 各話列表
- 1話　上学
- 2話　扫除时间
- 3話　友情
- 4話　拾到
- 5話　青春时间
- 6話　体操时间
- 7話　谁？
- 8話　浪漫
- 9話　书信时间
- 10話　体操时间―补完―「体操の時間―補完―」
- 11話　三姉妹
- 12話　落难

- 13話　瞌睡时间「いねむりの時間」
- 14話　扫除时间―补完―「お掃除の時間―補完―」
- 15話　碇
- 16話　新玩具
- 17話　午休时间「お昼休みの時間」
- 18話　青春时间―补完―「青春の時間―補完―」
- 19話　朋友
- 20話　迟到
- 21話　等着
- 22話　对决
- 23話　感冒了
- 24話　飞

### DVD
DISC1「NICE RAINBOW DISC」
- 収録三木俊一郎監督&Kanaban Graphics制作部分，标题皆为「××の時間 」，全9話。

DISC2「XEBEC DISC」
- 収録樱井弘明監督＆XEBEC制作部分　全15話

## 游戏
BANDAI NAMCO Games于2008年3月20日发行Nintendo DS游戏《福音小戰士：EVANGELION@GAME》。游戏中拥有众多的小游戏，而这些小游戏的触发条件也是千奇百怪的，负责本作开发的是曾经参与过《高機動幻想》等名作的芝村裕吏。

## STAFF
- 执行制作人：大月俊倫（King Records）
- 制作人：澤山みを（BANDAI）
- 角色设计：濱元隆輔
- 设计工作：里見英樹（YOTUBA SUTAZIO）
- 監修：khara・GAINAX

## 外部連結
- ぷちえゔぁEVANGELION@SCHOOL 官方网站 （页面存档备份，存于）
- ぷちえゔぁEVANGELION@GAME 官方网站 （页面存档备份，存于）